# Apanteles cerberus
Apanteles cerberus är en stekelart som beskrevs av Nixon 1965. Apanteles cerberus ingår i släktet Apanteles och familjen bracksteklar. Inga underarter finns listade i Catalogue of Life.